# منتخب إيران لكرة الطائرة للسيدات
منتخب إيران الوطني لكرة الطائرة للسيدات (بالفارسية: تیم ملی والیبال زنان ایران) هو ممثل إيران الرسمي في المنافسات الدولية في كرة طائرة للسيدات.